# Богдан Норчич
Богдан Норчић (Крањ, 19. септембар 1953 — Церкље на Горењскем, 4. април 2004), био је југословенски и словеначки ски скакач и тренер ски скакача.
Своје највеће успехе постигао је у светскокм купу, у сезони 1980/81, када је на такмичењу у Сапороу освојио друго и треће местом. Године 1979. био на Новогодишњој турнеји четири скакаонице у Гармиш-Партенкирхену други.

## Спортска каријера
Дебитовао је у Светскок купу 1971. у Инзбруку и заузео 45 место. Као члан репрезентације Југославије два пута је учествовао на Зимским олимпијским играма 1976. у Сапороу и 1980. у Лејк Плесиду.
У марту 1977. на такмичењу у Планици као предскакач скочио је нови сватски рекорд од 181 метар, али је приликом доскока руком додирнуо снег.. Да је рекорд признат изједначио би га Павел Плоц 1983. а оборио Мати Никенен годину дана касније.
Последњи скок у Светском купу скочио је 15. јануара 1981. у Сапороу када је заузео 11. место.
По завршетку такмичарске каријере радио је као тренер, а између осталих тренирао је Роберта Крањца. Донедавно скијашким скоковима бавио се и његов син Бине, а сада се као и његов отац бави тренерским позивом.
Богдан Норчич умро је 4. априла 2004. године, након дуге и тешке болести.

## Резултати

### Олимпијске игре
| Дисциплина / такмичење | Инзбрук 1976. | Лејк Плесид 1980. |
| мала скакаоница        | 38.           | 45.               |
| велика скакаоница      | 28.           | 38.               |